# Piazza del Popolo (Ascoli Piceno)
(Guido Piovene, Viaggio in Italia, 1957)
Piazza del Popolo è una nota piazza in stile rinascimentale della città di Ascoli Piceno. Deve la sua denominazione al Palazzo dei Capitani del Popolo, uno dei principali edifici storici che, con la sua medioevale torre merlata, occupa la parte centrale del lato occidentale.
Lo storico Antonio Rodilossi la descrive come «una delle piazze più armoniose d'Italia, isola pedonale e cuore del centro storico». È spesso definita come il salotto cittadino, è il luogo simbolico per eccellenza della città, dove da sempre gli ascolani s'incontrano e passeggiano, ed ospita alcuni degli esercizi commerciali storici della città.
La sua importanza è dimostrata anche dal fatto di essere il teatro degli eventi legati alle due più importanti e famose manifestazioni cittadine: il Carnevale e la Quintana, oltre che dei principali spettacoli musicali e teatrali.

## Storia

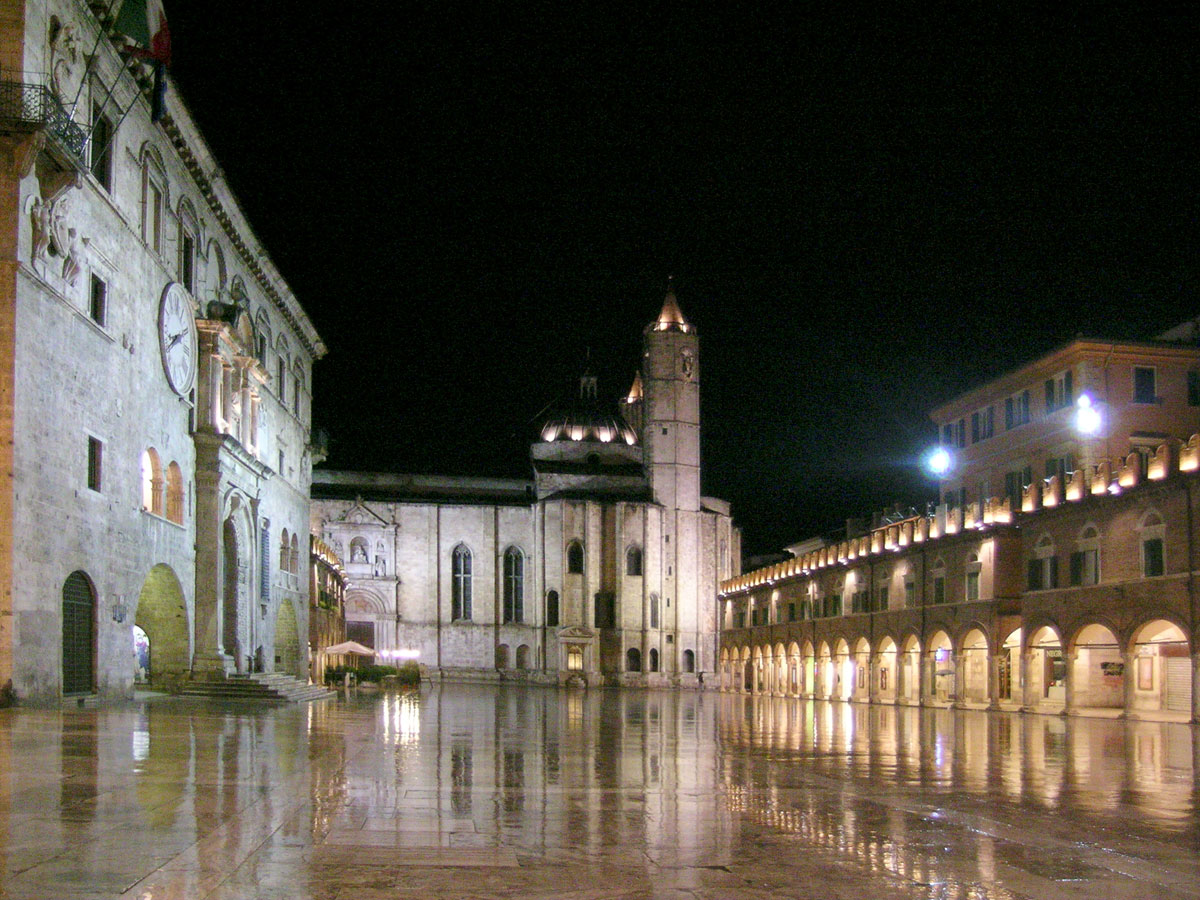
Veduta notturna di piazza del Popolo

Nel tempo, la piazza è stata individuata anche con le denominazioni di platea superior, platea magna e delle scaje. Quest'ultima definizione che le fu attribuita indicava e descriveva la presenza delle numerosissime scaglie, (scaje in dialetto ascolano), di travertino che ne ricoprivano l'area durante la costruzione della chiesa di San Francesco, prodotte dagli scalpellini che lavoravano le pietre.
Le origini della piazza sono poco chiare, secondo alcuni, data la vicinanza con l'intersezione tra i due assi principali della città romana, essa era la sede del Foro della città romana. Tuttavia la presenza di una vasta pavimentazione in opus spicatum visibile nell'area archeologica al piano terra del palazzo dei Capitani del Popolo farebbero in realtà supporre la presenza di un'area mercantile, che doveva espandersi verso Ovest, in direzione Via del Trivio.
Dai documenti medievali risulta che la prima conformazione della piazza, che doveva essere caratterizzata da uno spazio più ridotto rispetto a come appare oggi, e delimitata da case - torri, provviste nei piani terra di spazi commerciali. Contestualmente quest'area venne ad assumere un'importanza sempre maggiore, data la presenza del palazzo dei Capitani e della chiesa di San Francesco, ponendosi quasi in contrapposizione con l'area di Piazza Arringo.
A partire dalla metà del Trecento inoltre si ebbe un'espansione verso Nord, dal lato dell'erigenda chiesa di San Francesco, determinata dalla progressiva demolizione delle case che occupavano quel lato, e che poi sarebbe proseguita anche nel secolo successivo; lo spazio venne pertanto a conformarsi in forma rettangolare, in luogo dell'originaria forma quadrata. Durante la seconda metà del Quattrocento, ormai del tutto liberata dalle case medievali, fu pavimentata in regolari lastre di travertino.

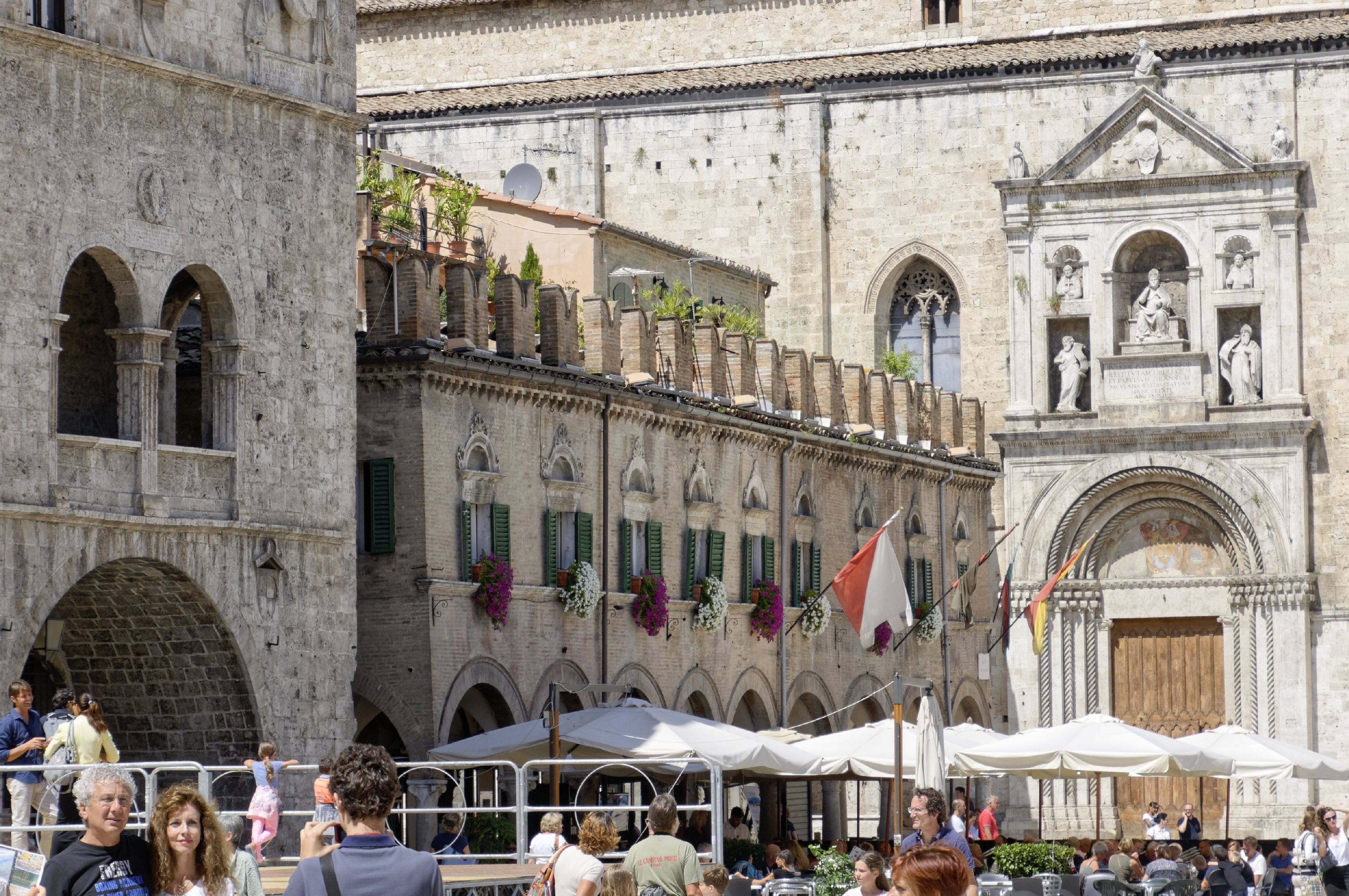
Un'immagine parziale di piazza del Popolo

La piazza assunse la configurazione architettonica attuale nei primi anni del XVI secolo, quando il governatore Raniero de' Ranieri, per ordine di Giulio II, si occupò della sua sistemazione, finanziandola con spesa pubblica, nel 1509. Questi dispose la costruzione di portici con volte a mattoni rossicci e colonne in travertino su tre lati della piazza per sanare la triste situazione urbana di molte botteghe, depositi e difformi casette medioevali che ancora vi prospettavano lungo il perimetro.
Ultimata la costruzione del colonnato, nel 1509, si dette la possibilità ai privati di costruire e sopraelevare i fabbricati seguendo gli spazi della proprietà preesistente. Ogni proprietario dovette attenersi alle regole fissate che prevedevano: l'elevazione di un solo piano, oltre il colonnato, mantenendo l'uniformità dell'altezza dei fabbricati; l'utilizzo degli stessi materiali edili, travertino per le finestre e mattoni rossicci per le volte e le case; di costruire l'identica tipologia di finestra definita: “riquadrata con timpani tondi e decorazioni a palmette”, secondo il gusto dei maestri lombardi.
Il disegno, lungamente attribuito a Bernardino di Pietro da Carona, operante ad Ascoli in quel periodo, dovrebbe avere una matrice romana, e dunque più probabilmente ascrivibile ad Alberto da Piacenza, allievo del Bramante, autore negli stessi anni del nuovo prospetto della Cartiera Papale, che presenta l'analogo motivo decorativo delle finestre.
Solo successivamente furono aggiunti i merli alla ghibellina.

## Architettura
La piazza ha una superficie di circa 2500 m² (corrispondente alle dimensioni di circa 29x87 metri), è di forma rettangolare e si apre a breve distanza dall'incrocio del cardo e del decumano dell'impianto stradale cittadino, precisamente tra corso Giuseppe Mazzini e via del Trivio, sul cui spigolo nordoccidentale sorgono la facciata principale del San Francesco.

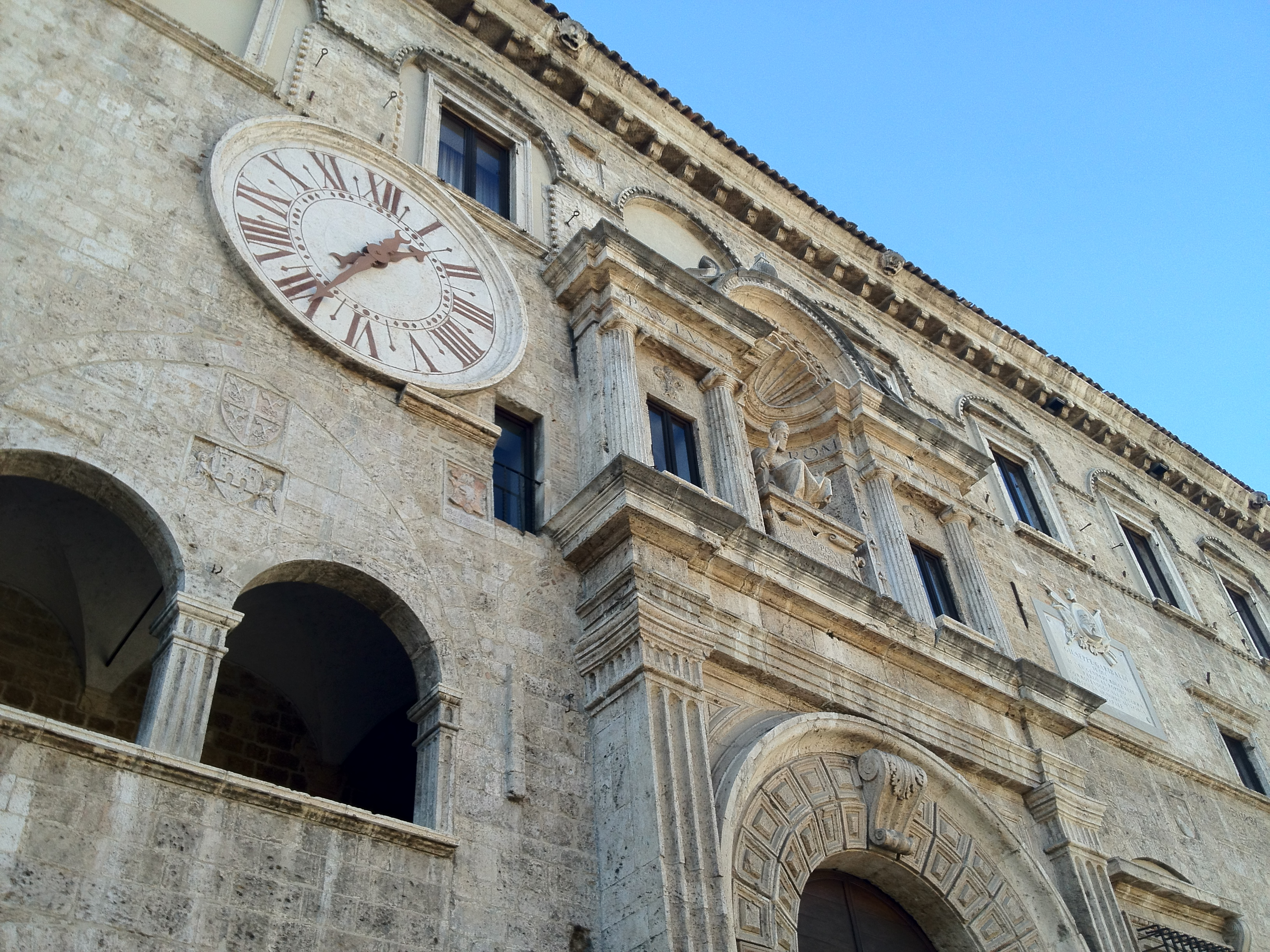
Particolare della facciata principale del palazzo dei Capitani del Popolo

Il suo spazio è circoscritto, sul lato occidentale, dalla possente facciata del Palazzo dei Capitani del Popolo e dal Caffè Meletti; il lato settentrionale è interamente chiuso dalle leggere e gentili forme gotiche del fianco destro della chiesa di San Francesco, cui è addossata la cosiddetta edicola di Lazzaro Morelli, in realtà realizzata da Silvio Giosafatti, e del dinamico complesso absidale.
Tutto il resto del perimetro è occupato da palazzetti rinascimentali a portici e logge, che chiudono interamente il lato orientale ed il lato opposto alla chiesa, oltre che la parte del lato occidentale adiacente alla chiesa. Il lato meridionale dei palazzetti presenta un'altezza maggiore rispetto agli altri, poiché fu edificato con un loggiato sopra l'ordine delle finestre, di cui resta traccia di una colonnetta con la relativa imposta dell'arco, visibile all'estremità sinistra. La loggia, chiusa nella prima metà dell'Ottocento, fu decorata a monocromo nel 1904 da Pio Nardini, con motivi a grottesche e medaglioni, su uno dei quali è anche lo stemma della città.
La sistemazione rinascimentale della piazza ascolana rappresenta l'esatta applicazione dei principi teorici di Filarete ed Alberti che riprendendo le teorie vitruviane prevedevano piazze rettangolari, aventi un rapporto proporzionale di 1:3 tra larghezza e lunghezza e circondate da portici che ne esaltavano la funzione commerciale. La piazza è completamente pavimentata con lastre di levigato travertino apparendo chiara e luminosa, che assume, in caso di pioggia, un suggestivo effetto a specchio.
Sulla recinzione attorno al campanile della Chiesa di San Francesco si trova una scultura marmorea che ritrae le intimità maschili, costruita probabilmente nel Medioevo come simbolo di fortuna.

## Filatelia
Nel 1987, la sua immagine è stata riprodotta nella serie dei francobolli policromi e dentellati, emessa dalla Repubblica Italiana, il 10 ottobre dello stesso anno, e dedicata alle "Piazze d'Italia". Nella stessa serie comparivano anche piazza San Carlo di Torino, piazza dei Signori di Verona, piazza Giuseppe Verdi di Palermo.

## Media

### Cinema
Scene girate nella piazza si possono osservare pressoché in tutti i film e serie TV girati in città. In maniera particolare la piazza è quasi protagonista nel film Alfredo Alfredo (1972), di Pietro Germi, nel quale i due protagonisti, Dustin Hoffmann e Stefania Sandrelli, si incontrano varie volte tra Piazza del Popolo, il Caffè Meletti e la vicinissima Farmacia Centrale Rosati (dove la protagonista femminile esercitava la professione di farmacista), ma soprattutto nel film I delfini (1960), di Francesco Maselli, dove i rampolli della borghesia cittadina sono soliti incontrarsi nella piazza ed in special modo all'interno del Meletti.

### Televisione
La piazza è salita alla ribalta presso un ampio pubblico televisivo nel corso degli anni Novanta del XX secolo quando per diverse volte, tra il 1991 ed il 1995 e nel 1999, ha ospitato il Festivalbar, trasmesso su Italia 1. Nel 1995, a causa dell'indisponibilità dell'Arena di Verona, essa fu sede della finale della manifestazione.
Nell'estate 2001 la piazza fu palcoscenico di Notti di duelli e di magia, un evento di Vittoria Cappelli e Vittoria Ottolenghi trasmesso in mondovisione su Rai 1 ed ispirato alla Quintana e a Cecco d'Ascoli, condotto da Veronica Pivetti, con la partecipazione di Roberto Bolle, Anna Oxa, i Chieftains e la Compagnia dei Folli.
Nel 2014 venne girata a Piazza del Popolo una scena della fiction Rai Che Dio ci aiuti, precisamente uno sketch pre-episodio, che vedeva alcuni dei protagonisti fare un aperitivo con fritture ascolane.

### Pubblicità e altro
Oltre a molte campagne pubblicitarie per la carta stampata italiana ed internazionale, la piazza, così come l'intera città, è stata più volte la cornice di spot e campagne pubblicitarie televisive come ad esempio quello realizzato nel 1999 per la Fiat Seicento, liberamente ispirato al Medioevo, di Telecom - Impresa Semplice, di Vodafone nel 2012 e quella della Serie A TIM nel 2015.
Per molti anni una sua riproduzione è comparsa nella scenografia del programma televisivo Striscia la notizia, insieme con quelle di altri importanti monumenti italiani.